# Carambolages
Pour plus de détails, voir Fiche technique et Distribution.
Carambolages est un film français réalisé par Marcel Bluwal, sorti en 1963.

## Synopsis
L'histoire se déroule au siège principal de l'agence « 321 » spécialisée dans l'organisation de divertissements, de vacances et de loisirs. La direction et les principaux employés de la société disposent de bureaux ultramodernes dans un immeuble de standing d'une dizaine d'étages. Au rez-de chaussée se retrouvent les employés subalternes alors que tout en haut, le président occupe tout le dernier étage de l'édifice et domine ses affaires.
Jeune employé ambitieux tout au bas de l'échelle, Paul Martin est fiancé à Danielle, fille d'un de ses supérieurs, monsieur Brossard. Subissant une routine quotidienne sans relief et quelques vexations de la part des cadres et de plusieurs femmes de l'ntreprise, il se met rêver départ prochain de son futur beau-père, dont il espère ainsi récupérer le poste, car proche de la retraite. Certain d'obtenir cette promotion quasi immédiate, il s'endette notamment pour valoriser son image de jeune employé dynamique. 
Mais le départ programmé de monsieur Brossard est soudainement retardé et Paul doit dès lors recourir à d'autres méthodes, plus directes. Il doit tout entreprendre pour qu'une place se libère dans la hiérarchie au dessus de lui, afin de bénéficier de l’effet des « chaises musicales » et monter. Malgré les félicitations du directeur-général, Norbert Charolais, rien n'avancer.
Le jeune Martin apprend que la femme de Charolais entretient une liaison avec le secrétaire général Beaumanoir et se met à rédiger une lettre anonyme de dénonciation et provoquer le scandale. Mais cette tentative reste vaine et sans effet. Le jeune ambitieux est partagé entre sa très jolie secrétaire amoureuse et sa fiancée de plus en plus autoritaire avec lui. 
Brusquement, la situation se dénoue. Voulant se venger de Beaumanoir, le secrétaire général Charolais se tue accidentellement en préparant un piège contre lui. D'autres morts subites se succèdent, permettant au jeune Martin de monter dans la hiérarchie et les étages. Sous l'oeil d'un inspecteur de police maladroit et incompétent, les cadavres se succèdent et la promotion s’intensifie. Enfin, Martin parvient à s'assoir dans le fauteuil du directeur général. Mais à peine tient-il sa victoire, qu'un beau jeune inconnu vient de débarquer et entend bien oeuvrer à propre avancement.

Principaux rôles
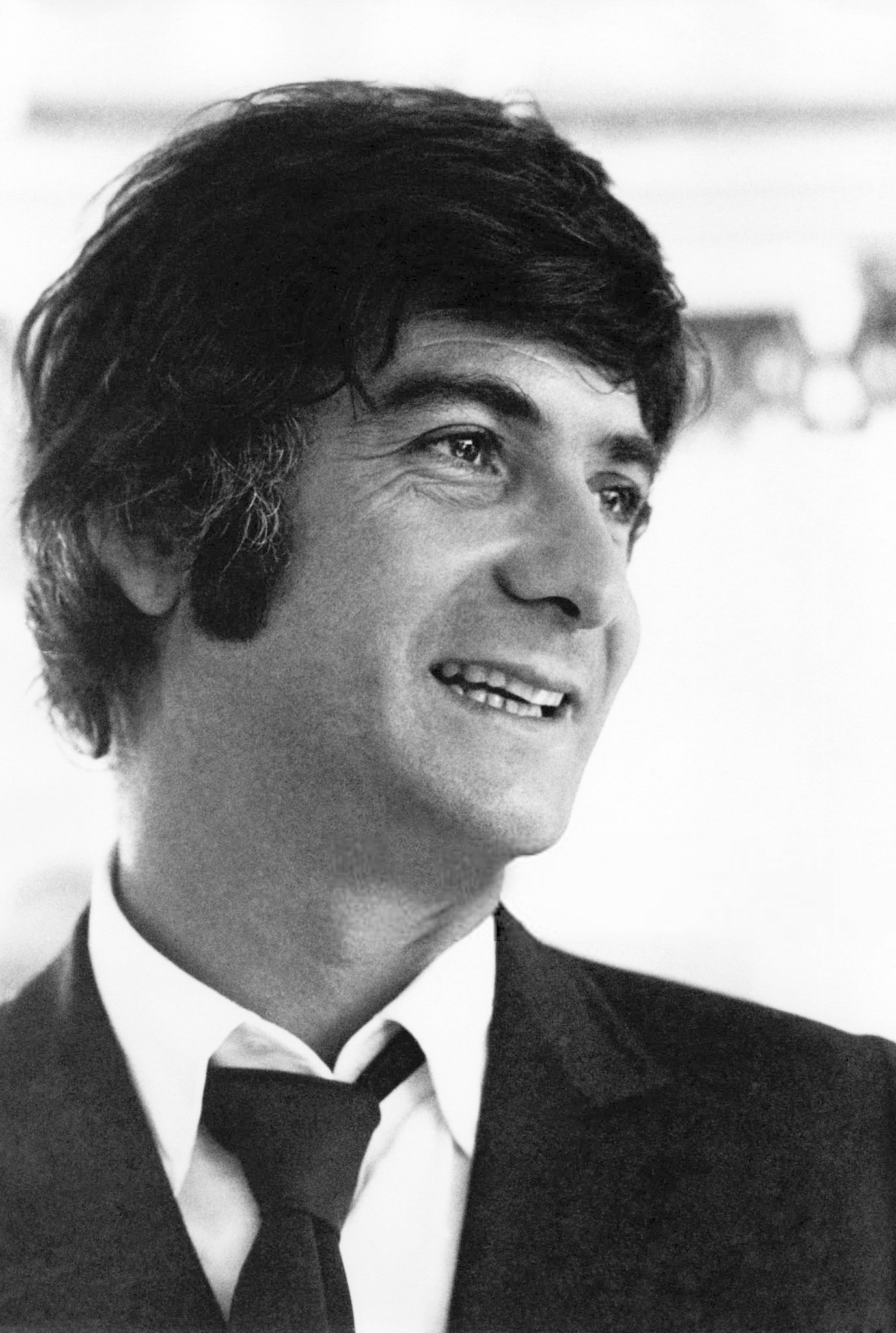
Jean-Claude Brialy (Paul Martin)
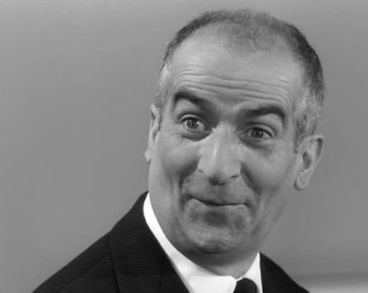
Louis de Funès (Norbert Charolais)
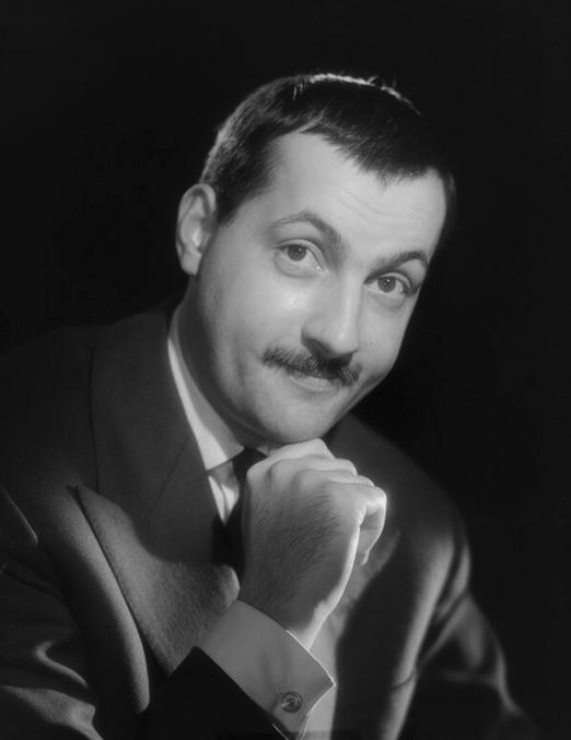
Michel Serrault (inspecteur Boudu)
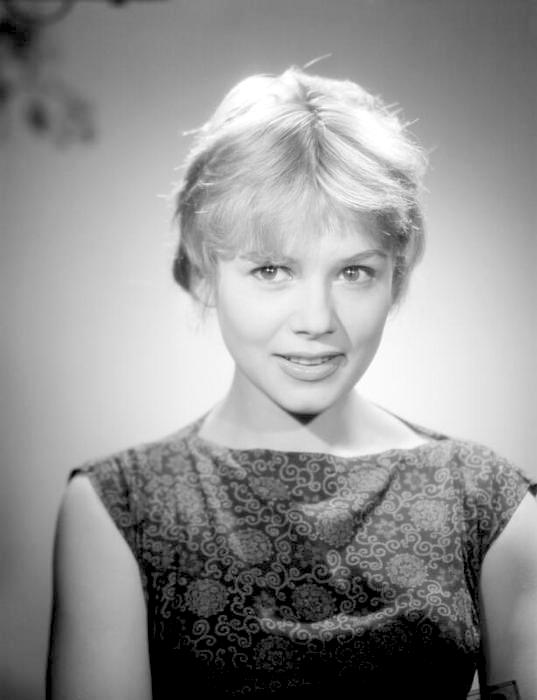
Sophie Daumier (Solange)
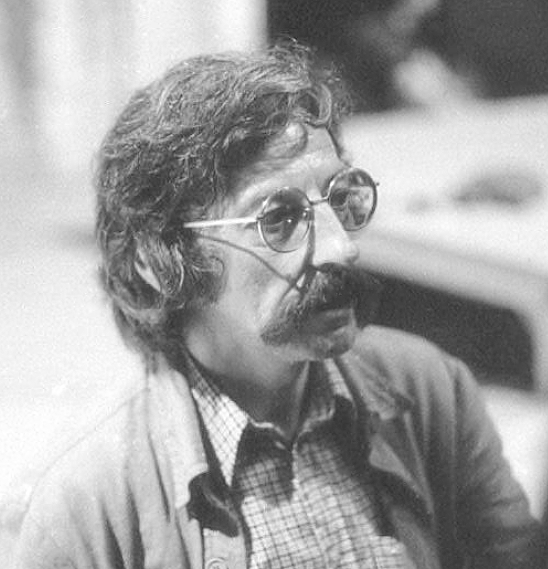
Henri Virlogeux (Brossard)
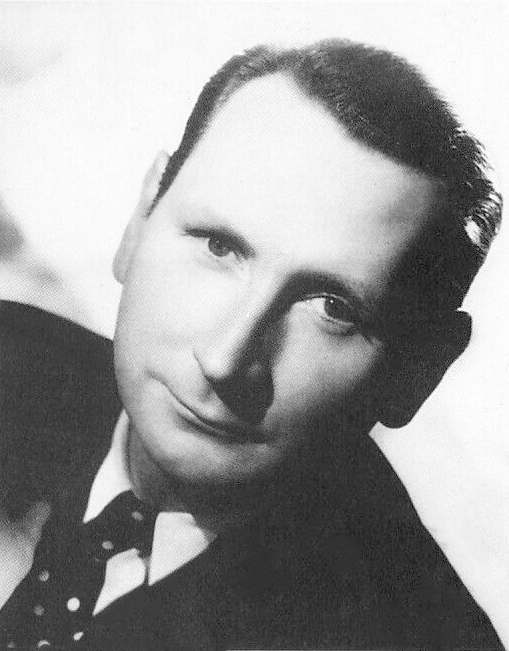
Alfred Adam (Beaumanoir)
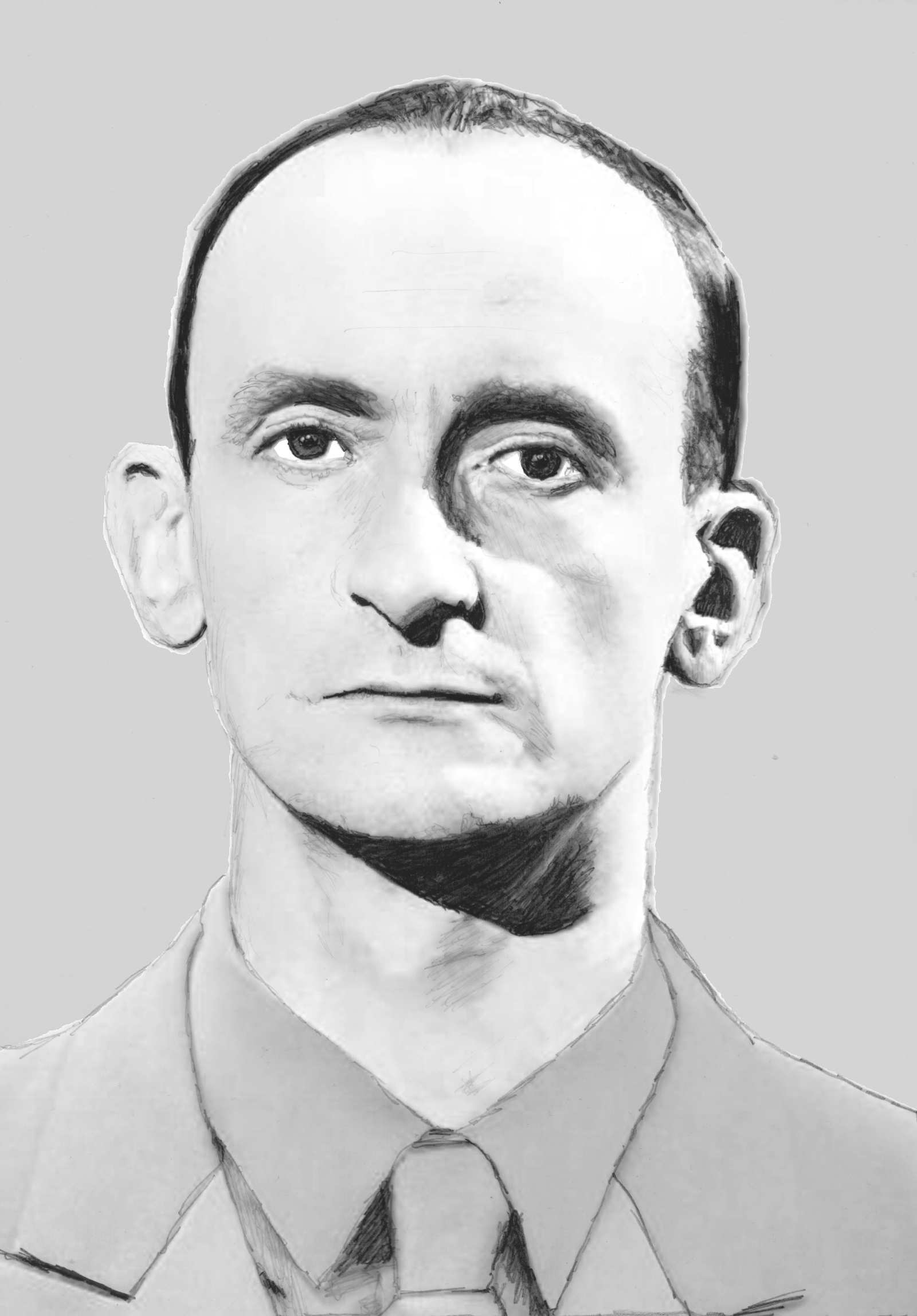
Philippe Castelli (le concierge de l'agence)
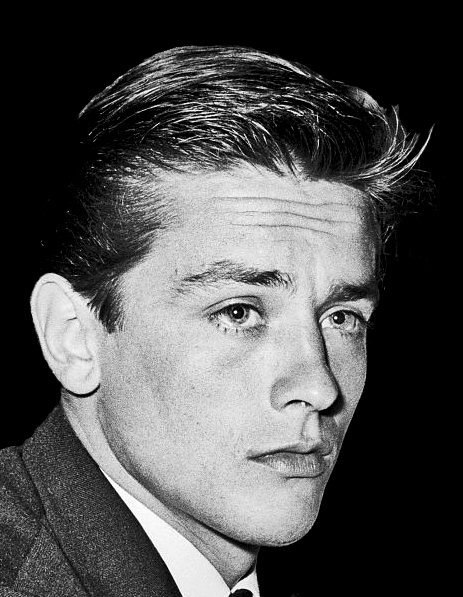
Alain Delon (Lambert)
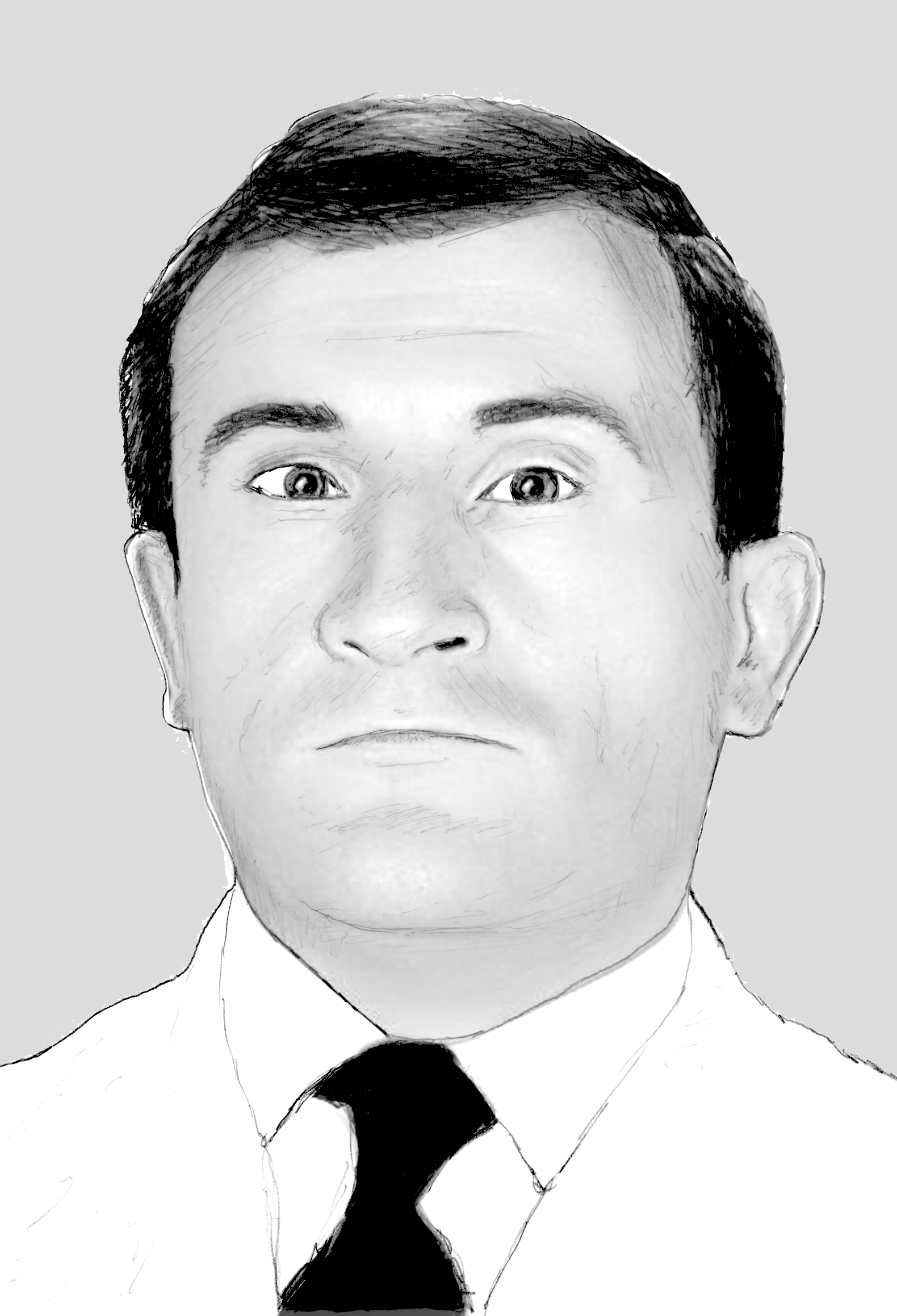
Max Montavon (un agent de police)
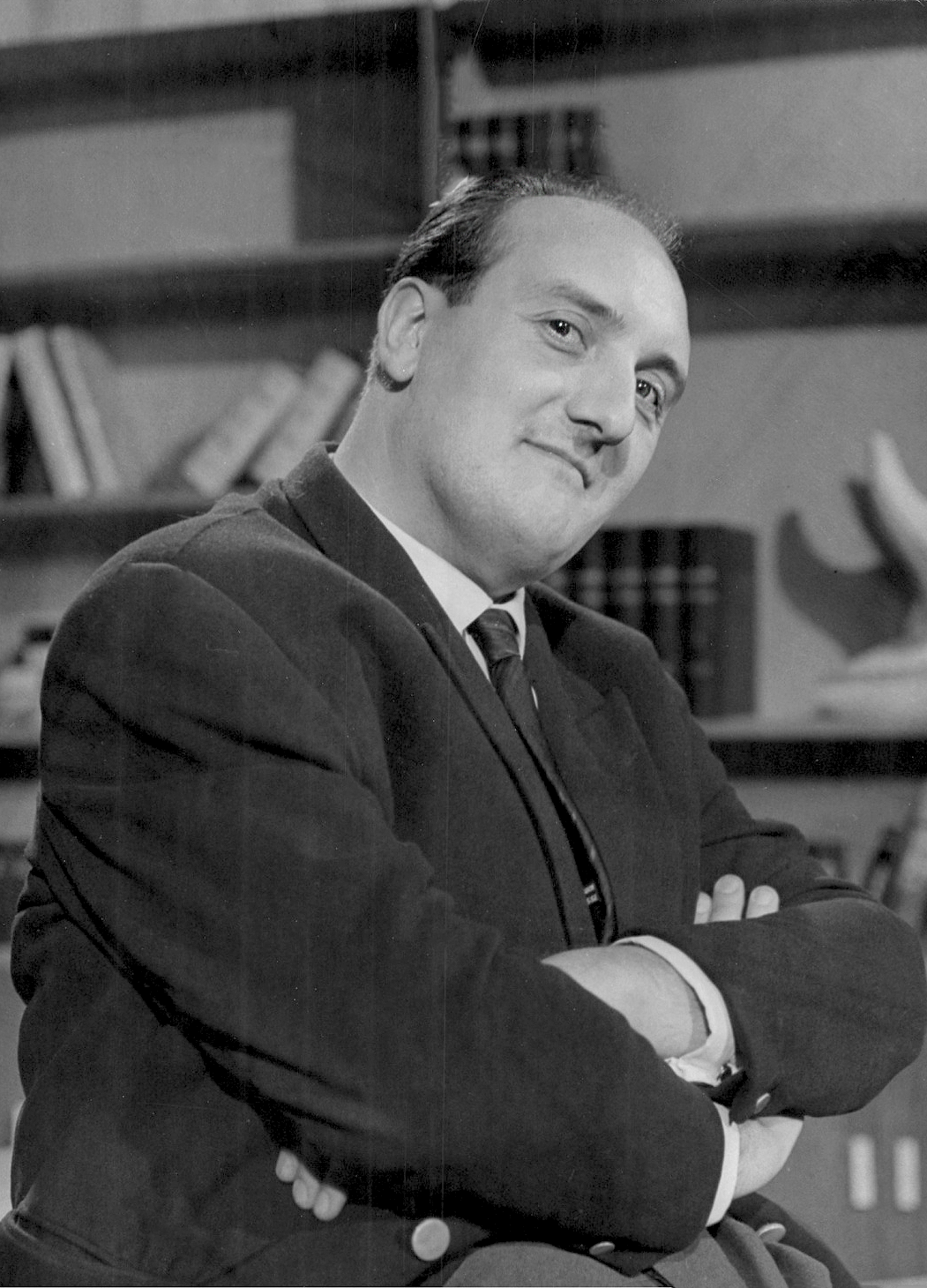
Pierre Tchernia (Michelot)

## Fiche technique
- Réalisation : Marcel Bluwal
- Scénario : D'après le roman de Fred Kassak
- Adaptation : Marcel Bluwal, Pierre Tchernia
- Dialogue : Michel Audiard
- Images : André Bac
- Son : René-Christian Forget
- Décors : Jean Mandaroux
- Montage : Geneviève Vaury
- Musique : Gérard Calvi ; soliste : Claude Luter
- Pays de production :  France
- Production : Alain Poiré, Jean Le Duc
- Société de Production : Société Nouvelle des Établissements Gaumont, Trianon Production (France)
- Distribution : Gaumont International
- Tournage : Franstudio, Studios de Saint-Maurice
- Pellicule 35 mm, noir et blanc
- Tirage : Laboratoire G.T.C de Joinville - Enregistrement Poste parisien
- Genre : Comédie noire
- Durée : 85 minutes
- Première présentation le 17 mai 1963
- Visa d'exploitation : 25950
- Affiche : Guy-Gérard Noël (France)

## Distribution
- Jean-Claude Brialy : Paul Martin
- Louis de Funès : Norbert Charolais
- Michel Serrault : l'inspecteur Boudu
- Sophie Daumier : Solange
- Anne Tonietti : Danielle Brossard
- Henri Virlogeux : Brossard
- Alfred Adam : Beaumanoir
- René Clermont : Frépillon
- Jacques Dynam : Marcheron
- Jean Ozenne : Dalayrac
- Marcelle Arnold : Mlle Andréa (avec la voix de Daniel Ceccaldi)
- Gilberte Géniat : Mme Brossard
- Gisèle Grandpré : Mme Charolais (non créditée)
- Marc Arian : un huissier
- André Badin : un représentant des sandales
- Charles Bayard : un représentant
- Marcel Bernier : un acheteur de journaux
- Robert Blome : un collaborateur de l'agence
- Florence Blot : la tenancière de la maison « Paris Élite »
- Martine de Breteuil  : une invitée
- Philippe Castelli : le concierge de l'agence
- Alain Delon : Lambert
- René Hell : Martin
- Michel Modo : le facteur
- Max Montavon : un agent de police
- Jean Obé : l'employé du parking automobile
- Jean-Claude Rémoleux : un homme dans l'ascenseur
- Pierre Tchernia : Michelot
- Jean-Pierre Zola : un représentant des sandales
- Paul Gay : le speaker TV
- André Tomasi  : Legret, l'adjoint de l'inspecteur Boudu
- Roger Lecuyer : l'homme qui tient une bobine de film sous le bras
- Anne Doat
- Albert Dinan
- Henri Coutet
- Dominique Zardi
- la chienne Fifine

## Production

### Scénario
Fred Kassak estime que Carambolages est une « trahison » de l'œuvre originale, comme selon lui toutes les adaptations que Michel Audiard a faites de ses romans. Il s'en explique dans un entretien avec Emmanuel Legeard : « Où j’ai fait de l’humour, ils ont fait du guignol : on voit des acteurs qui s’agitent comme des pantins pour faire leur numéro… c’est le registre de la clownerie ! Alors que l’humour, ça n’a rien à voir ; c’est une tonalité de l’ironie. Donc, ils ont retenu l’idée principale, c’est entendu, celle de décapiter la hiérarchie pour débloquer l’ascension des échelons. Malheureusement, l’ensemble s’éparpille en gags plus ou moins laborieux, et on bascule dans le burlesque. J’ai beau adorer le burlesque et vénérer Laurel et Hardy, il n’avait rien à faire là. Alors, on pourra dire que j’entonne la complainte de l’auteur trahi, mais évidemment qu’il l’est, trahi, l’auteur, quand il trouve le ton pince-sans-rire qu’il a employé transformé en guignolade. Quant à la fin, non seulement elle n’est plus celle du roman, mais elle s’inspire tout droit d’About Eve, chef-d’œuvre auquel on ne devrait pas toucher… même si ce genre d’emprunt est aujourd’hui qualifié d’« hommage ». Quoi qu’il en soit, la vérité m’oblige à dire que bien des gens que je connais et qui n’avaient pas lu le roman ont aimé le film, y ont beaucoup ri, et n’ont pas semblé comprendre mes réticences ».
Plusieurs fois, le héros déclare que la date du 1er avril lui rappelle celle de la bataille de Bouvines, en 1214. Or la bataille de Bouvines a eu lieu le 27 juillet 1214.
Lorsque le directeur général tombe dans l’ascenseur en travaux se situant à l’intérieur de l’immeuble,  on retrouve son corps... à l’extérieur, sur le trottoir des Champs-Élysées.

### Casting
Bernard Blier est pressenti dans un premier temps pour le rôle de Charolais, mais l'acteur est en train de tourner Les Tontons flingueurs. Brialy trouve quant à lui le choix d'engager Blier, pas très original. Il suggère plutôt de Funès, lequel n'est pas encore une grande vedette et relativement inattendu pour ce rôle. De Funès remplace Blier, malgré la réticence du réalisateur.
En 2014, dans une interview qu'il a accordée à Autour de Louis de Funès à propos de Carambolages, le réalisateur Marcel Bluwal se rappelle un tournage « qui n'était pas agréable » et, avec le recul, estime que son film est « assez loupé ».
Le personnage de l'inspecteur Boudu joué par Michel Serrault annonce avoir fréquenté la rue Lauriston (quartier général de la Gestapo française pendant l'Occupation) et emploie plusieurs expressions allemandes (« schnell », « raus »). Ces formules sont une idée du dialoguiste Michel Audiard.
Alain Delon incarne brièvement le nouvel employé ambitieux, à la fin du film.
Certaines sources créditent à tort Guy Bedos, bien qu'il se soit pas mentionné au générique.

## Box-office
France : 1 180 396 entrées. Sorti dans deux salles sur Paris, Carambolages ne parvient qu'à prendre la quatrième place du box-office avec 30 104 entrées. Finalement, sans vraiment bénéficier d'un bouche-à-oreille qui soit significatif, le film cesse son exploitation parisienne avec 264 094 entrées, tandis qu'il affiche plus de 916 000 entrées en province, portant le total à près de 1,2 million d'entrées. Si Jean-Claude Brialy semble avoir du mal à séduire le grand public sur son nom, ce n'est pas le cas pour Louis de Funès, lequel est alors plus populaire.